# 피터르 반 볼렌호벤
피터르 반 볼렌호벤(네덜란드어: Pieter van Vollenhoven Jr., 1939년 4월 30일 ~ )은 네덜란드 공주 마르흐릿의 남편이자 네덜란드 왕실의 일원이다.